# Toni Bürgler
Toni Bürgler (ur. 17 sierpnia 1957 w Rickenbach) – szwajcarski narciarz alpejski. Startował w zjeździe na igrzyskach w Lake Placid, ale nie ukończył zawodów. Zajął 8. miejsce mistrzostwach świata w Schladming. Jego najlepszym sezonem w Pucharze Świata był sezon 1978/1979, kiedy to zajął 19. miejsce w klasyfikacji generalnej, a w klasyfikacji zjazdu był trzeci.
Jego brat Thomas Bürgler również uprawiał narciarstwo alpejskie.

## Sukcesy

### Puchar Świata

#### Miejsca w klasyfikacji generalnej
- 1978/1979 – 19.
- 1979/1980 – 49.
- 1980/1981 – 24.
- 1981/1982 – 22.
- 1982/1983 – 56.

#### Miejsca na podium
1. Crans-Montana – 14 stycznia 1979 (slalom) – 1. miejsce
2. Wengen – 24 stycznia 1981 (slalom) – 1. miejsce
3. Val d’Isère – 6 grudnia 1981 (slalom) – 3. miejsce